# Michal Žižka
Michal Žižka est un footballeur tchèque né le 23 mai 1981 à Prague.

## Carrière
- 2000-01 : Sparta Prague  République tchèque
- 2001-02 : Sparta Prague  République tchèque
- 2002-03 : Sparta Prague  République tchèque
- 2003-04 : Sparta Prague B  République tchèque
- 2004-05 : Sparta Prague  République tchèque
- 2005-06 : Sparta Prague  République tchèque
- 2006-07 : České Budějovice  République tchèque
- 2007-08 : České Budějovice  République tchèque

## Sélections
- 3 sélections et 0 buts avec la  République tchèque -20 ans.